# James Ripley (homme politique canadien)
Pour les articles homonymes, voir James Ripley et Ripley.
James Ripley (28 décembre 1913-1er février 2002) est un homme politique provincial canadien de la Saskatchewan. Il représente la circonscription d'Athabasca à titre de député du Parti libéral de la Saskatchewan de 1952 à 1956.

## Biographie
Né à Redcliff en Alberta, il s'établit ensuite avec sa famille à Brandon et après à Winnipeg au Manitoba. Durant la Seconde Guerre mondiale, il travaille comme ingénieur d'avion avant de joindre l'Armée canadienne en 1945 sans avoir à servir outremer. Il travaille ensuite comme pilote de marchandise pour la Central Northern Airways basée à Flin Flon. Il exerce également les fonctions de prospecteur, de contracteur, de marchand, d'éleveur de visons et pêcheur commercial. Des années 1950 à 1975, il opère un poste de traite de fourrures à Sandy Bay (en) en plus de siéger au conseil municipal de ce village.